# Páros műkorcsolya az 1932. évi téli olimpiai játékokon
Az 1932. évi téli olimpiai játékokon a műkorcsolya páros versenyszámát február 12-én rendezték. Az aranyérmet a francia Andreé Brunet–Pierre Brunet-páros nyerte. A magyar Rotter Emília–Szollás László-páros bronzérmet szerzett, az Orgonista Olga–Szalay Sándor-kettős pedig negyedik lett. Magyarország első érmét szerezte a téli olimpiák történetében.

## Végeredmény
Hét bíró pontozta a versenyzőket. A pontok alapján a bírók mindegyikénél külön-külön kialakult egy sorrend, ez egy helyezési pontszámot is jelentett. A végeredmény a következő kritériumok alapján alakult ki:
1. „Többségi helyezések száma”. Az a versenyző végzett előrébb, akit a bírók többsége előrébb rangsorolt. A bírók többsége azt jelentette, hogy a legjobb 4 helyezést adó bíró helyezési pontszámait vették figyelembe, de ha a 4. bíró helyezésével még volt azonos helyezés, akkor az(oka)t is figyelembe vették. Ezt az adatot tartalmazza az oszlop. (Pl. a „6×3+” azt jelenti, hogy a versenyző 6 bírónál az első 3 hely valamelyikén végzett.)
2. „Helyezések összege” (az összes bíró helyezési pontszámainak összege)
3. Kötelező elemek pontszáma

| Helyezés | Versenyzők                                                   | Helyezési pontszámok bírónként | Helyezési pontszámok bírónként | Helyezési pontszámok bírónként | Helyezési pontszámok bírónként | Helyezési pontszámok bírónként | Helyezési pontszámok bírónként | Helyezési pontszámok bírónként | Több. hely. száma | Hely. össz. | Pont |
| Helyezés | Versenyzők                                                   | 1                              | 2                              | 3                              | 4                              | 5                              | 6                              | 7                              | Több. hely. száma | Hely. össz. | Pont |
| -------- | ------------------------------------------------------------ | ------------------------------ | ------------------------------ | ------------------------------ | ------------------------------ | ------------------------------ | ------------------------------ | ------------------------------ | ----------------- | ----------- | ---- |
| Arany    | Franciaország (FRA) · Andreé Brunet · Pierre Brunet          | 2,5                            | 1,0                            | 1,5                            | 3,0                            | 1,0                            | 1,0                            | 2,0                            | 5×2+              | 12,0        | 76,7 |
| Ezüst    | Egyesült Államok (USA)-1 · Beatrix Loughran · Sherwin Badger | 4,0                            | 2,0                            | 4,0                            | 1,0                            | 2,0                            | 2,0                            | 1,0                            | 5×2+              | 16,0        | 77,5 |
| Bronz    | Magyarország (HUN)-1 · Rotter Emília · Szollás László        | 1,0                            | 3,0                            | 3,0                            | 4,0                            | 3,0                            | 3,0                            | 3,0                            | 6×3+              | 20,0        | 76,4 |
| 4.       | Magyarország (HUN)-2 · Orgonista Olga · Szalay Sándor        | 2,5                            | 5,0                            | 1,5                            | 5,0                            | 5,0                            | 4,0                            | 5,0                            | 7×5+              | 28,0        | 72,2 |
| 5.       | Kanada (CAN)-1 · Constance Wilson-Samuel · Montgomery Wilson | 5,0                            | 6,0                            | 5,0                            | 6,0                            | 4,0                            | 5,0                            | 4,0                            | 5×5+              | 35,0        | 69,6 |
| 6.       | Kanada (CAN)-2 · Frances Claudet · Chauncey Bangs            | 6,0                            | 4,0                            | 6,0                            | 2,0                            | 6,0                            | 6,0                            | 6,0                            | 7×6+              | 36,0        | 68,9 |
| 7.       | Egyesült Államok (USA)-2 · Gertrude Meredith · Joseph Savage | 7,0                            | 7,0                            | 7,0                            | 7,0                            | 7,0                            | 7,0                            | 7,0                            | 7×7+              | 49,0        | 59,8 |